# NGC 4325
NGC 4325 = NGC 4368 ist eine elliptische Galaxie vom Hubble-Typ E0 im Sternbild Jungfrau auf der Ekliptik. Sie ist schätzungsweise 339 Millionen Lichtjahre von der Milchstraße entfernt und hat einen Durchmesser von etwa 100.000 Lichtjahren. Ihre scheinbare Helligkeit beträgt 13,4 mag. Unter der Katalognummer VVC 616 wird sie als Teil des Virgo-Galaxienhaufens gelistet, ist dafür jedoch zu weit entfernt.

Im selben Himmelsareal befinden sich u. a. die Galaxien NGC 4320, IC 3199, IC 3220, IC 3240.
Das Objekt wurde am 15. März 1784 vom deutsch-britischen Astronomen Wilhelm Herschel entdeckt.